# Panglima Sugala
Panglima Sugala (in passato Balimbing) è una municipalità di terza classe delle Filippine, situata nella Provincia di Tawi-Tawi, nella Regione Autonoma nel Mindanao Musulmano.
Panglima Sugala è formata da 17 baranggay:
- Balimbing Proper
- Batu-batu (Pob.)
- Bauno Garing
- Belatan Halu
- Buan
- Dungon
- Karaha
- Kulape
- Liyaburan
- Luuk Buntal
- Magsaggaw
- Malacca
- Parangan
- Sumangday
- Tabunan
- Tundon
- Tungbangkaw